# 林あまり
林 あまり（はやし あまり、女性、1963年1月10日 - ）は、日本の歌人、エッセイスト、作詞家である。本名、真理子。

## 人物
前田透に師事。短歌に演劇的な構成を導入し、性描写や暴力を詠み込んだ作品を発表して注目を浴びた。同世代の俵万智とともに「ライトヴァース」と称され、80年代の口語短歌の浸透に貢献した。穂村弘は「演劇的な構成意識、口語文体に加えて、二行書き表記や記号の使用といった表現面のラディカルな個性は、強靭なモチーフ意識と相俟って、歌壇外の読者にも幅広い支持を得ている。」と書いている。敬虔なクリスチャンであり、キリスト教をモチーフとした作品も多い。

### ペンネームについて
「あまり」というペンネームは幼少期からのあだ名に由来している。1973年から放送のテレビドラマ『雑居時代』で杉田かおる演じる5人姉妹の末っ子の名前「阿万里」が好きで、親戚から「あまりちゃん」と呼ばれるようになったのが最初で、大学演劇部で必要となったニックネームでも「あまり」を用いた。これを筆名として使い出したのは、1984年の前田透の追悼同人誌からである。同姓同名の作家林真理子がいたため、混同を避ける目的でペンネームにしたとする説もあるが、実際は関連はない。

## 経歴
1963年（昭和38年）、東京都渋谷区生まれ。1978年、日本基督教団頌栄教会で洗礼を受け、キリスト教徒となる。恵泉女学園高等学校を経て、成蹊大学文学部日本文学科へ入学。演劇部に所属し、女優の片桐はいりとは演劇部時代の仲間である。初め前田透主宰の結社「詩歌」にて学び、解散まで所属。のちに中山明、井辻朱美らともに歌人集団 「かばん」の創設に参加した。
大学在学中に雑誌「鳩よ!」（マガジンハウス）に性描写を歌った短歌を投稿、同誌編集長に見出されて歌人としてデビューした。大学の卒業論文のテーマは、「前田透論」。1985年（昭和60年）3月の卒業の後には、出版社・沖積舎にて編集者として勤務した。
作詞家としての作品には「夜桜お七」（坂本冬美）「さよなら小町」（同）、「レクイエム」（小川範子）、BED-SIDE（同）などがある。また、演劇評論も手がけ、NHK衛星放送の演劇番組 「ミッドナイトステージ館」に2002年（平成14年）から2007年（平成19年）まで出演、劇作家の鈴木裕美と共に司会を担当した。

## 著書
- 歌集『MARS☆ANGEL』　沖積舎、1986年

のち文庫（河出文庫、1993年）
- 歌集『ナナコの匂い』　マガジンハウス、1988年
- 『劇場、このふしぎなおともだち - シアターカタログ　林あまりの演劇ガイド』　マガジンハウス、1989年
- 『世紀末はマドモアゼル』　フレーベル館、1991年
- 歌集『最後から二番目のキッス』　河出書房新社、1991年
- 『ショートカット―林静一画集・林あまり歌集』（林静一・絵）　サンリオ、1992年
- 『恋の予感をバックにつめて　Minako collection』　大和書房、1993年
- 『レモン色のおくりもの』（栗木映・イラスト）　キリスト教視聴覚センター、1994年
- 『光を感じるとき』　教文社、1996年
- 『ねえ、キッスして。』（林静一・絵）　クインテッセンス出版、1996年
- 『「愛されない」と思っていた私への手紙』　大和出版、1997年
- 『ベッドサイド』　新潮社、1998年

のち文庫（新潮文庫、2000年）
- 『ガーリッシュ』　集英社、1999年
- 歌集『ふたりエッチ』　白泉社、1999年
- 歌集『スプーン』　文藝春秋、2002年
- 歌集『LOVE & SWEETS』　ワニブックス、2003年